# Escut de la Serra d'Almos
L'escut oficial de la Serra d'Almos té el següent blasonament:
| « | Escut caironat: d'argent, un pollancre de sinople amb una serra d'or travessada sobre el tronc. | » |

Va ser aprovat el 24 de març de 2014 i publicat al DOGC el 3 d'abril del mateix any amb el número 6596. La serra i el pollancre són els senyals tradicionals del poble, que ja eren utilitzats fins ara en el segell de l'entitat municipal descentralitzada dependent de Tivissa. La serra, d'altra banda, és un senyal parlant que fa referència al nom de la localitat.
Com és norma en tots els escuts heràldics de les entitats municipals descentralitzades, aquest no va timbrat amb cap corona.